# René Jacobs

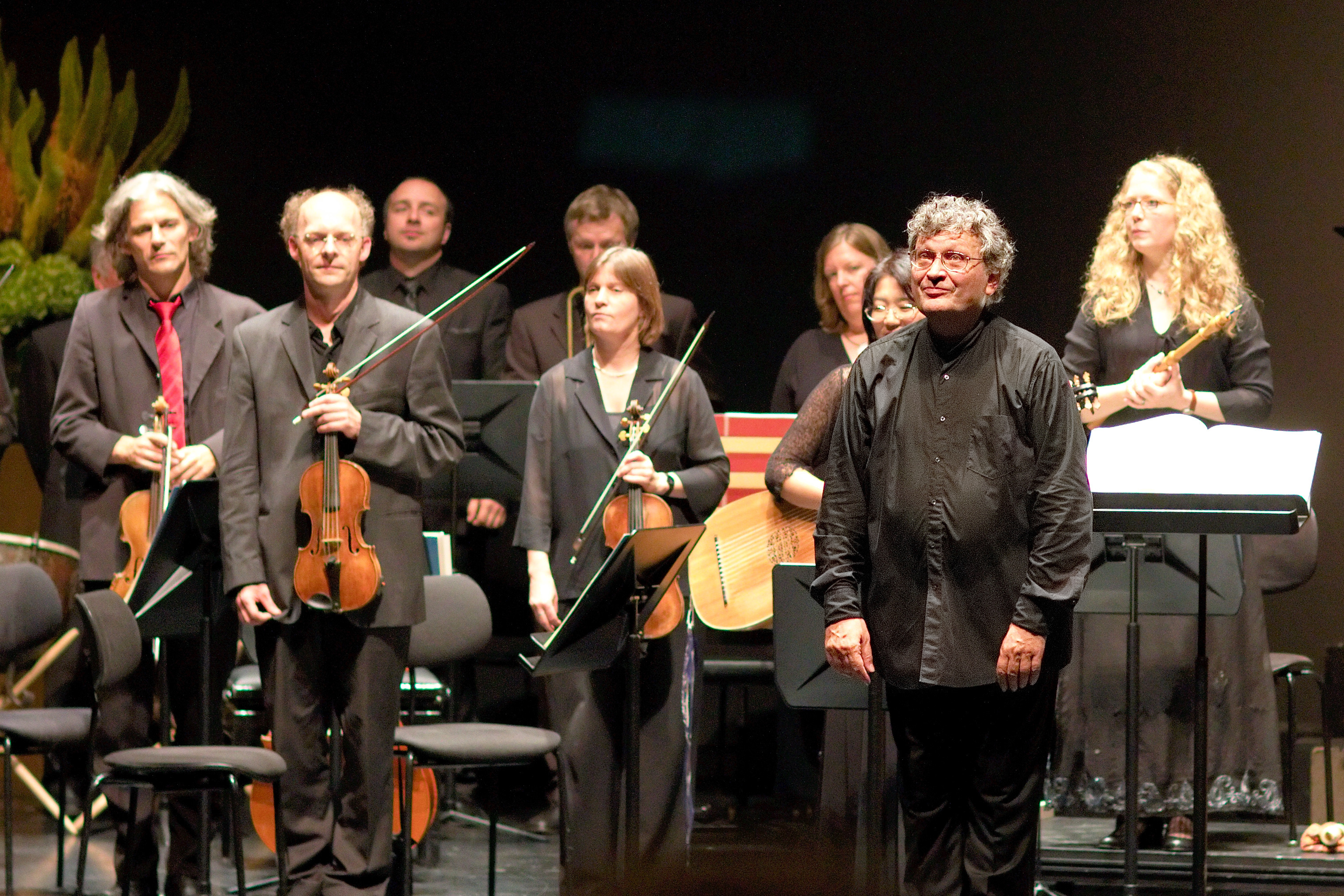
René Jacobs in Salzburg 2011

René Jacobs (Gante, 30 de octubre de 1946) es un músico belga (flamenco). Se hizo famoso como contratenor y también se ha dedicado a la dirección de orquesta, especialmente barroca y clásica.

## Biografía
Nació en Gante. Siendo niño, fue escolano de la Catedral de Gante. Posteriormente estudió filología clásica en la Universidad de Gante mientras continuaba cantando en Bruselas y en La Haya. 
Los hermanos Kuijken, Gustav Leonhardt y Alfred Deller le animaron a iniciar carrera como contratenor. Ha grabado varias obras de música barroca poco conocida de compositores como Antonio Cesti, d'India, Ferrari, Marenzio, Lambert, Guédron y otros.
En 1977, fundó el ensemble Concerto Vocale.
Más recientemente, como director, ha interpretado Orontea de Cesti, La Calisto, Il Xerse y Giasone de Cavalli, L'Orfeo, Il ritorno d'Ulisse in patria y L'incoronazione di Poppea de Monteverdi, Rinaldo y Flavio de Händel, Orfeo ed Euridice, Le Cinesi y Écho et Narcisse de Gluck, Le nozze di Figaro, Don Giovanni y La finta giardiniera de Mozart. Dos grabaciones recientes y muy aplaudidas son Così fan tutte de Mozart y Giulio Cesare de Händel.
En 1992, la Ópera Estatal de Berlín invitó a Jacobs a dirigir Cleopatra e Cesare de Karl Heinrich Graun, para conmemorar el 250 aniversario de esta obra y de la ópera de Berlín.
Como director, Jacobs trabaja regularmente con orquestas y conjuntos tales como Concerto Köln, la Orchestra of the Age of Enlightenment, la Akademie Für Alte Musik Berlin, el Nederlands Kamerkoor y el Rias-Kammerchor tanto en grabaciones como en giras de conciertos, interpretando música sacra y oratorios.
En 1991, Jacobs fue nombrado director artístico de los programas de ópera de los Festwochen der Alten Musik en Innsbruck. También enseña interpretación y canto barroco en la Schola Cantorum Basiliensis.
En 2011, ha recibido el III Premio Traetta 2011 por parte de la Traetta Society por su labor y su pasión en el redescubrimiento del patrimonio musical europeo.
- Datos: Q433939